# Angela werneri
Angela werneri es una especie de mantis de la familia Mantidae.

## Distribución geográfica
Se encuentra en Guayana Francesa, Surinam y Venezuela.